# ムサ・ソウ
ムサ・ソウ（Moussa Sow , 1986年1月19日 - ）は、フランス・イヴリーヌ県マント＝ラ＝ジョリー出身の元サッカー選手。現役時代のポジションはフォワード（左ウイング・右ウイング）。

## クラブ経歴
2003年にアミアンSCからスタッド・レンヌの下部組織に移り、2004年にプロデビューを果たした。2007-08シーズンにはリーグ・ドゥ（2部）のCSスダン・アルデンヌにレンタル移籍し、クープ・ドゥ・フランスで準決勝に進出した。ベスト16までに4得点を決めたほか、FCジロンダン・ボルドーとの準々決勝ではPK戦の3人目のキッカーとして登場してPKを決めている。2008-09シーズンはスタッド・レンヌに復帰し、32試合に出場して9得点4アシストを決めた。中でもリール戦とル・マンUC戦ではロスタイムの得点により勝ち点を拾い、FCロリアン戦では90分に得点したことで勝利を得た。2009-10シーズンはシルヴァン・マルヴォーの台頭などで出場機会を減らし、24試合出場（そのうち先発9試合）3得点に終わった。
2010年6月28日、リールに完全移籍した。10月3日のモンペリエHSC戦で2得点し、クラブの3位浮上に貢献すると、11月13日のSMカーン戦では前半だけでハットトリックを達成した。降雪により予定より1日順延された12月5日のFCロリアン戦ではシーズン2度目のハットトリックを達成した。最終的に25得点を挙げて2010-11シーズンの得点王に輝き、リーグ・アンとクープ・ドゥ・フランスの2冠獲得に貢献した。
その後、リヴァプールFCなどが興味を持っているとうわさされたが2012年1月26日にトルコのフェネルバフチェへ1000万ユーロの4年半契約で移籍。
2015年8月29日、アル・アハリ・ドバイに移籍した。2016年8月31日、フェネルバフチェにレンタルで復帰した。2018年1月、ブルサスポルにシーズン終了までのレンタルで移籍。
2019年1月28日、ガズィアンテプBBに1年半契約で移籍した。

## 代表経歴
2005年、U-19フランス代表としてUEFA U-19欧州選手権に出場し、ウーゴ・ロリスやヨアン・グルキュフらとともに優勝した。生まれも育ちもフランスであるが、フル代表では両親の出身国であるセネガル代表を選択。2009年、コンゴ共和国戦でセネガル代表デビューをした。2010年10月9日のモーリシャス戦で代表初得点を記録。

## 代表歴

### 出場大会
- セネガル代表
  - 2018 FIFAワールドカップ

### 試合数
- 国際Aマッチ 50試合 18得点（2009年-2018年）[10]

| セネガル代表 | 国際Aマッチ | 国際Aマッチ |
| 年           | 出場        | 得点        |
| ------------ | ----------- | ----------- |
| 2009         | 3           | 0           |
| 2010         | 5           | 2           |
| 2011         | 5           | 3           |
| 2012         | 6           | 1           |
| 2013         | 8           | 3           |
| 2014         | 5           | 1           |
| 2015         | 5           | 2           |
| 2016         | 1           | 1           |
| 2017         | 10          | 5           |
| 2018         | 2           | 0           |
| 通算         | 50          | 18          |

### 得点
| #   | 日時           | 場所           | 相手             | スコア | 結果 | 大会                                     |
| --- | -------------- | -------------- | ---------------- | ------ | ---- | ---------------------------------------- |
| 1.  | 2010年9月5日   | ルブンバシ     | コンゴDR         | 0-1    | 2-4  | アフリカネイションズカップ2012予選       |
| 2.  | 2010年10月9日  | ダカール       | モーリシャス     | 4-0    | 7-0  | アフリカネイションズカップ2012予選       |
| 3.  | 2011年2月9日   | ダカール       | ギニア           | 2-0    | 3-0  | 親善試合                                 |
| 4.  | 2011年9月3日   | ダカール       | コンゴDR         | 1-0    | 2-0  | アフリカネイションズカップ2012予選       |
| 5.  | 2011年9月3日   | ダカール       | コンゴDR         | 2-0    | 2-0  | アフリカネイションズカップ2012予選       |
| 6.  | 2012年1月25日  | バタ           | 赤道ギニア       | 1-1    | 2-1  | アフリカネイションズカップ2012           |
| 7.  | 2013年2月5日   | パリ           | ギニア           | 1-0    | 1-1  | 親善試合                                 |
| 8.  | 2013年3月23日  | コナクリ       | アンゴラ         | 1-0    | 1-1  | 2014 FIFAワールドカップ・アフリカ予選    |
| 9.  | 2013年11月16日 | カサブランカ   | コートジボワール | 1-0    | 1-1  | 2014 FIFAワールドカップ・アフリカ予選    |
| 10. | 2014年11月19日 | ダカール       | ボツワナ         | 3-0    | 3-0  | アフリカネイションズカップ2015予選       |
| 11. | 2015年1月9日   | ラバト         | ガボン           | 1-0    | 1-0  | 親善試合                                 |
| 12. | 2015年1月19日  | モンゴモ       | ガーナ           | 1-2    | 1-2  | アフリカネイションズカップ2015           |
| 13. | 2016年10月8日  | ダカール       | カーボベルデ     | 2-0    | 2-0  | 2018 FIFAワールドカップ・アフリカ3次予選 |
| 14. | 2017年1月8日   | ブラザヴィル   | リビア           | 1-0    | 2-0  | 親善試合                                 |
| 15. | 2017年1月24日  | フランスヴィル | アルジェリア     | 2-2    | 2-2  | アフリカネイションズカップ2017           |
| 16. | 2017年3月23日  | ロンドン       | ナイジェリア     | 0-1    | 1-1  | 親善試合                                 |
| 17. | 2017年6月10日  | ダカール       | 赤道ギニア       | 1-0    | 3-0  | アフリカネイションズカップ2019予選       |
| 18. | 2017年6月10日  | ダカール       | 赤道ギニア       | 2-0    | 3-0  | アフリカネイションズカップ2019予選       |

## タイトル

### クラブ
リールOSC
- リーグ・アン 2010-11
- クープ・ドゥ・フランス 2010-11

フェネルバフチェ
- テュルキエ・クパス 2011-12, 2012-13
- スュペル・リグ 2013-14

アル・アハリ・ドバイ
- アラビアン・ガルフ・リーグ 2015-16

### 代表
U-19フランス代表
- UEFA U-19欧州選手権 2005

### 個人
- リーグ・アン得点王 2010-11
- リーグ・アンベストイレブン 2010-11